# Rio Higuito
Higuito é um rio que atravessa o território de Honduras, na América Central.